# Tunézia kormányfőinek listája
Ez a szócikk Tunézia miniszterelnökeinek listáját tartalmazza a pozíció 1922-es létrehozását követően. A tisztséget a jázminos forradalom óta az új alkotmány „kormányfőnek” nevezi.

## Tunéziai Bejség (1922–1956)
A miniszterelnöki funkció 1922 májusában jött lére, felváltva az addigi nagyvezír pozíciót.
| #   | Név                            | Kép | Élt       | Hivatalba lépett    | Hiv. idő vége       | Delegáló párt |
| --- | ------------------------------ | --- | --------- | ------------------- | ------------------- | ------------- |
| 1   | Musztafa Dzsingizli            |     | 1865–1926 | 1922. május         | 1926. november 3.   | pártonkívüli  |
| 2   | Kélil Buhageb                  |     | 1863–1942 | 1926. november 3.   | 1932. március 2.    | pártonkívüli  |
| 3   | Hédi Lakhúa                    |     | 1872–1949 | 1932. március 2.    | 1942. december 31.  | pártonkívüli  |
| 4   | Mohammed Shenik (először)      |     | 1889–1976 | 1943. január 1.     | 1943. május 15.     | pártonkívüli  |
| 5   | Szláheddin Bakkúse (először)   |     | 1883–1959 | 1943. május 15.     | 1947. július 21.    | pártonkívüli  |
| 6   | Musztafa Kák                   |     | 1893–1984 | 1947. július 21.    | 1950. augusztus 17. | pártonkívüli  |
| (4) | Mohammed Shenik (másodszor)    |     | 1889–1976 | 1950. augusztus 17. | 1952. április 12.   | pártonkívüli  |
| (5) | Szláheddin Bakkúse (másodszor) |     | 1883–1959 | 1952. április 12.   | 1954. március 2.    | pártonkívüli  |
| 7   | Mohammed Szaláh Mzáli          |     | 1896–1984 | 1954. március 2.    | 1954. július 6.     | pártonkívüli  |
| –   | Georges Dupoizat (ideiglenes)  |     | 1909–1975 | 1954. július 6.     | 1954. augusztus 7.  | pártonkívüli  |
| 8   | Tahár ben Ammár                |     | 1889–1985 | 1954. augusztus 7.  | 1956. március 20.   | Destour       |

## Tunéziai Királyság (1956–1957)
| #   | Név             | Kép | Élt       | Hivatalba lépett  | Hiv. idő vége     | Delegáló párt |
| --- | --------------- | --- | --------- | ----------------- | ----------------- | ------------- |
| (8) | Tahár ben Ammár |     | 1889–1985 | 1956. március 20. | 1956. április 11. | Destour       |
| 9   | Habib Burgiba   |     | 1903–2000 | 1956. április 11. | 1957. július 25.  | Destour       |

## Tunéziai Köztársaság (1957– )
A miniszterelnöki pozíció 1957 és 1969 között nem létezett. Ebben az időben Báhi Ladgham elnökségi titkárként de facto kormányfőként működött.
| #  | Név                     | Kép | Élt       | Hivatalba lépett     | Hiv. idő vége        | Delegáló párt |
| -- | ----------------------- | --- | --------- | -------------------- | -------------------- | ------------- |
| 10 | Báhi Ladgham            |     | 1913–1998 | 1969. november 7.    | 1970. november 2.    | Destour       |
| 11 | Hédi Amára Núira        |     | 1911–1993 | 1970. november 2.    | 1980. április 23.    | Destour       |
| 12 | Mohammed Mzáli          |     | 1925–2010 | 1980. április 23.    | 1986. július 8.      | Destour       |
| 13 | Rásid Szfár             |     | 1933–2023 | 1986. július 8.      | 1987. október 2.     | Destour       |
| 14 | Zín el-Ábidín ben Ali   |     | 1936–2019 | 1987. október 2.     | 1987. november 7.    | Destour       |
| 15 | Hédi Bakkúse            |     | 1930–2020 | 1987. november 7.    | 1989. szeptember 27. | Destour RCD   |
| 16 | Hamed Karúi             |     | 1927–2020 | 1989. szeptember 27. | 1999. november 17.   | RCD           |
| 17 | Mohammed Gannúsi        |     | 1941–     | 1999. november 17.   | 2011. február 27.    | RCD           |
| 18 | Bedzsi Kaid esz-Szebszi |     | 1926–2019 | 2011. február 27.    | 2011. december 24.   | pártonkívüli  |
| 19 | Hamadi Dzsebali         |     | 1949–     | 2011. december 24.   | 2013. március 14.    | Ennahda       |
| 20 | Ali Larajed             |     | 1955–     | 2013. március 14.    | 2014. január 29.     | Ennahda       |
| 21 | Mehdi Dzsoma            |     | 1962–     | 2014. január 29.     | 2015. február 6.     | pártonkívüli  |
| 22 | Habib Eszid             |     | 1949–     | 2015. február 6.     | 2016. augusztus 27.  | pártonkívüli  |
| 23 | Jusszef Sahíd           |     | 1975–     | 2016. augusztus 27.  | 2020. február 27.    | Nidaa Tounes  |
| 24 | Elyes Fakhfakh          |     | 1972–     | 2020. február 28.    | 2020. szeptember 2.  | Ettakatol     |
| 25 | Hichem Mechichi         |     | 1974–     | 2020. szeptember 2.  | 2021. szeptember 29. | pártonkívüli  |
| 26 | Najla Bouden Romdhane   |     | 1958–     | 2021. szeptember 29. | 2023. augusztus 2.   | pártonkívüli  |
| 27 | Ahmed Hachani           |     | 1957–     | 2023. augusztus 2.   | 2024. augusztus 7.   | pártonkívüli  |
| 28 | Kamel Madouri           |     | 1974–     | 2024. augusztus 7.   | 2025. március 21.    | pártonkívüli  |
| 29 | Sarra Zaafrani          |     | 1963–     | 2025. március 21.    | hivatalban           | pártonkívüli  |

## Lásd még
- Tunézia államfőinek listája

## Külső hivatkozások
- Tunézia történelme, jelképei és vezetői (WorldStatesmen.org) (angolul)